# Arnaldo Rojek
Arnaldo Rojek foi um industrial brasileiro de ascendência húngara, pioneiro no país na fabricação sistemista de embalagens metálicas para indústrias de conservas.

## Biografia
Após iniciar carreira na Companhia Paulista de Estradas de Ferro, onde trabalhou como mecânico, depois trabalhou como mecânico na CICA. Aos 35 anos foi convidado a ser sócio da Laticínios Mococa e do banco F.Barreto na criação de uma metalúrgica projetada para produzir latas para a fábrica de laticínios, logo depois, também foi procurado por Carmelo Paoletti, que começava a montar uma fábrica de conservas Etti, portanto em 1961 constituiu a Metalgráfica Rojek.
Em 1989 criou a tampa Abre Fácil, importante avanço tecnológico no mercado de embalagens alimentícias, dispensando o uso de utensílios na abertura de embalagens.